# Grupo Festa
O Grupo Festa foi um grupo de poetas modernistas brasileiros cuja proposta era um retorno às raízes simbolistas e cultivava uma linha espiritualista e a tradição católica. 
O grande porta-voz do movimento, que teve seu ápice entre as décadas de 1920 e 1930, foi a revista Festa, de periodicidade mensal, fundada no Rio de Janeiro por José Cândido de Andrade Muricy, Henrique Abilio, Lacerda Pinto, Adelino Magalhães, Barreto Filho, Basílio Itiberê e Tasso da Silveira. O primeiro número da publicação saiu no dia 1º de agosto de 1927.
A publicação teve duas fases. A primeira foi até janeiro de 1929. A publicação foi retomada em julho de 1934, terminando suas atividades em agosto de 1935.
Os principais expoentes do grupo foram Cecília Meireles, Murilo Araujo, José Cândido de Andrade Muricy, Adonias Filho e Tasso da Silveira.

## Festa
Festa foi uma revista modernista que circulou nas décadas de 1920 e 1930 como porta-voz do Grupo Festa.
Fundada na cidade do Rio de Janeiro no ano de 1927 por Tasso da Silveira e Andrade Muricy a revista modernista tentava revalorizar a linha espiritualista de tradição católica. Uma das colaboradoras da Revista Festa foi a poetisa e jornalista Cecília Meireles.